# شعار قبرص الشمالية
شعار جمهورية شمال قبرص التركية، التي لم تحظَ باعتراف دولي، يشبه بشكل كبير شعار جمهورية قبرص، إلا أنه تم إزالة الرقم "1960" من الدرع أسفل الحمامة واستبداله بعام "1983" أعلى الدرع، في إشارة إلى إعلان استقلال الجمهورية التركية لشمال قبرص بعد الغزو التركي لقبرص. كما تمت إضافة رمز الهلال والنجم التركي فوق الدرع.
في مارس 2007، تم تعديل ترتيب الرموز قليلاً، حيث ظهرت الحمامة بوضعية مختلفة.

شعار الدولة الفيدرالية التركية لقبرص (1975–1983)
شعار قبرص الشمالية (1983–2007)
شعار قبرص الشمالية (2007–الحاضر)
شعار رئيس قبرص الشمالية